# 레나토 누네즈
레나토 라파엘 누네즈(스페인어: Renato Rafael Nunez, 1994년 4월 4일 ~ )는 베네수엘라 출신의 야구 선수이다.